# OTO-Melara Palmaria
OTO-Melara Palmaria je italské samohybné dělo vyvinuté v roice 1977 a určené pro export. V 80. letech si Libye zakoupila 210 těchto děl. Podvozek, který nese kanón Palmari, byl odvozen z tanku OF-40, který byl vyvinut ze západoněmeckého Leopardu 1.

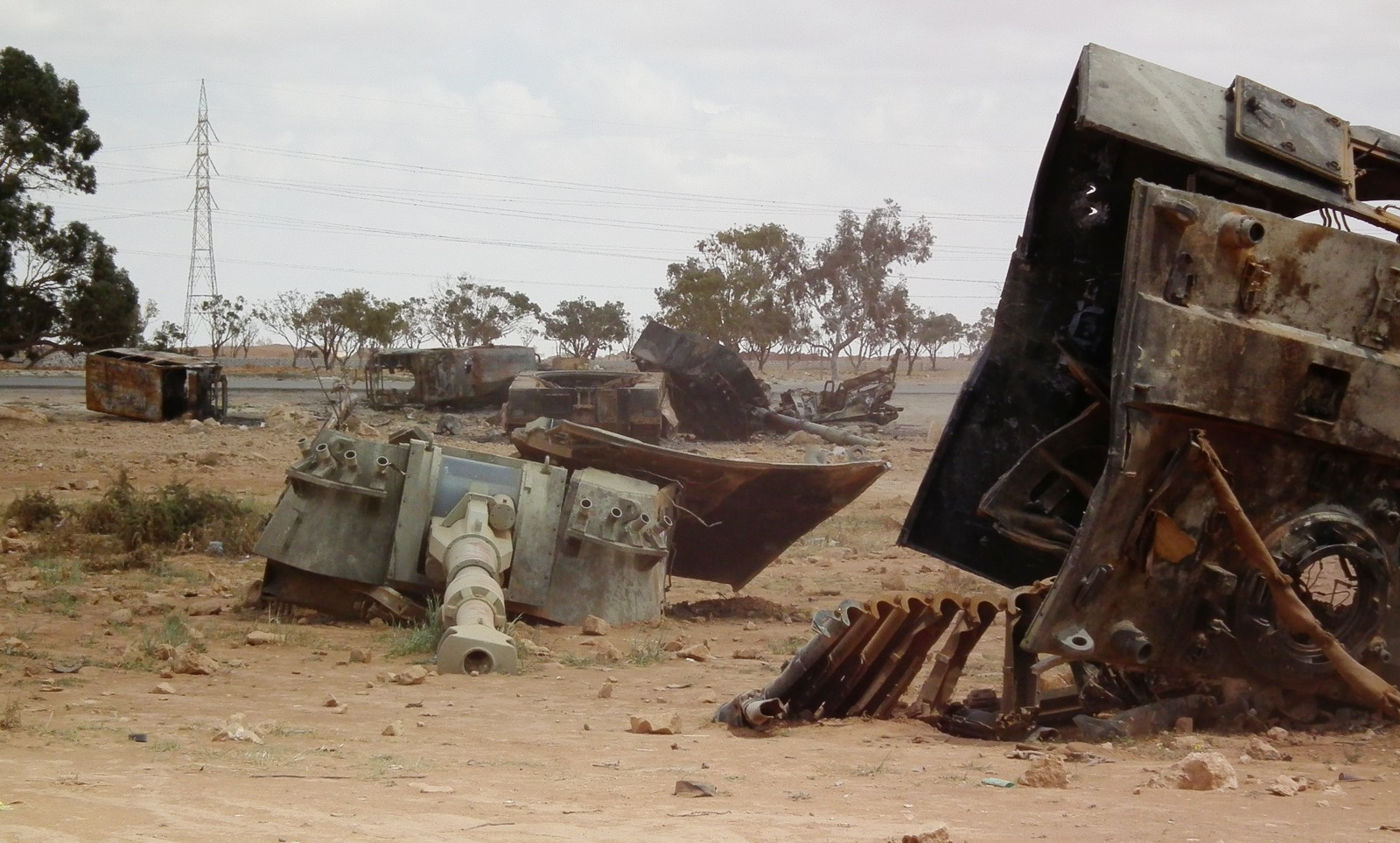
Libyjská samohybná děla Palmaria zničená roku 2011 francouzskými bombardéry